# Svärtans kapell
Svärtans kapell är en kyrkobyggnad  i Hjo församling i Skara stift. Den ligger i Grebban omedelbart väster om tätorten Hjo i Hjo kommun.

## Kyrkobyggnaden
Träkapellet uppfördes 1931-1932 efter ritningar av Bernhard Schill. Det har rödfärgad, stående träpanel i klassicistisk stil. Exteriören med sin karaktäristiska takryttare och lertegeltäckta sadeltak är välbevarad, medan en renovering 1976 förnyade interiören. Den är enkel med mittgång och altare mot fondväggen. 

## Inventarier
Dopfunten är tillverkad 1992 av Roland Froh i Hjo snickeri.